# 人約離婚後
《人約離婚後》（Love Is the Only Answer）是一部在2011年上映的香港愛情電影，由佘詩曼、方力申及羅仲謙領銜主演，葉念琛執導及擔任編劇。本片在2011年7月21日上映。電影中文名取自北宋歐陽修之詞句「月上柳梢頭，人約黃昏後」；英文名則取自英格蘭·丹與約翰·福特·寇利之經典歌曲 Love Is the Answer。

## 故事大綱
|  | 大膽去愛 小心地偷 |

在寶（佘詩曼飾）和強（方力申飾）的婚宴上，投影機原本正播著他們相戀的過程，突然畫面閃出強跟性感女子做愛的片段。寶冷靜地走到台上宣佈離婚，並將婚禮即時取消。這件事迅速成為網上熱話。
一年來，回復單身的寶與風流快活的強繼續保持友好關係。一天，爛滾愛玩的強竟帶寶參加換妻派對；保守的寶本想離開，但遭強威迫利誘而無奈參與。在換妻派對上，兩人遇上杰（羅仲謙飾）與其妻曼麗（傅嘉莉飾），四人發展出浪漫而火辣的關係……
這邊廂，在另一個婚宴上，當投影機又是播著新郎（陳智燊飾）與新娘（陳嘉寶飾）的溫馨片段時，畫面又閃出意想不到的片段……

## 演員
| 演員   | 角色           | 關係/暱稱                          |
| 佘詩曼 | 寶             | Bobo 強之妻 夢之表姐 蚊、美的老闆  |
| 方力申 | 強             | Ryan 寶之夫 曼麗、Carol的情人      |
| 羅仲謙 | 世             | 曼麗之夫，實為二哥 威之弟 欣之情夫 |
| 陳智燊 | 威             | Jason 蘇麗珍之夫 世之兄            |
| 陳嘉寶 | 蘇麗珍         | Christy、阿珍 威之妻               |
| 陳嘉桓 | 欣             | 世杰前女友 後為第三者                |
| 傅嘉莉 | 曼 麗          | 世杰之妻，實為三妹 強之情人          |
| 洪天明 | 強             |                                    |
| 金 剛  | 德             |                                    |
| 莊思敏 | 雪 兒          |                                    |
| 方皓玟 | 夢             | 寶之表妹                           |
| 蝦 頭  | 蝦 頭          | 換妻參加者                         |
| 泰 臣  | 泰 臣          | 換妻參加者                         |
| 盧頌之 | 細 蚊          | Dada 寶之員工                      |
| 蔡穎恩 | 小 美          | 寶之員工 Joe、Vincent之前女友      |
| 田啟文 | 路人甲         | 與寶爭的士                         |
| 邵音音 | 紅 姐          |                                    |
| 詩 雅  | 寧             | 良之妻                             |
| 陸 永  | 良             | 寧之夫                             |
| 何佩瑜 | Kate           | 強之情婦                           |
| 楊梓瑤 | Carol          | 強之情人                           |
| 趙永洪 | Marco          | 換妻派對司儀                       |
| 林盛斌 | Bob            | 婚禮主持人                         |
| 黃山怡 | 女友           | 世之女友                           |
| 狄易達 | Joe            | 小美之前男友                       |
| 陳健安 | Vincent        | 小美之前男友                       |
| 劉嘉瑩 | 良女友         |                                    |
| 侯煥玲 | Ryan嫲嫲       |                                    |
| 郭榮德 | 三叔公         |                                    |
| 周應勤 | 婚禮DJ         |                                    |
| 歐俊佟 | 婚禮兄弟       |                                    |
| 姚浩政 | 婚禮兄弟       |                                    |
| 蕭家浩 | 婚禮兄弟       |                                    |
| 梁昇雲 | 婚禮兄弟       |                                    |
| 區瑋麟 | 婚禮兄弟       |                                    |
| 何浩文 | 婚禮兄弟       |                                    |
| 喇 英  | 婚禮兄弟       |                                    |
| 王貝兒 | 婚禮姊妹       |                                    |
| 譚雅元 | 婚禮姊妹       |                                    |
| 潘妙怡 | 婚禮姊妹       |                                    |
| 林馨怡 | 婚禮姊妹       |                                    |
| 馬穎敏 | 婚禮姊妹       |                                    |
| 趙慧珊 | 婚禮姊妹       |                                    |
| 陳泳文 | 婚禮姊妹       |                                    |
| 李君妍 | 婚禮姊妹       |                                    |
| 陳炳光 | 生果批發店主   |                                    |
| 郭琪曉 | 生果批發店主   |                                    |
| 劉振宇 | 換妻約會參加者 |                                    |
| 王麗嘉 | 換妻約會參加者 |                                    |
| 余曉彤 | 換妻約會參加者 |                                    |

## 外部連結
- 開眼電影網上《人約離婚後》的資料（繁體中文）
- 豆瓣电影上《人約離婚後》的資料 （简体中文）
- 时光网上《人約離婚後》的資料（简体中文）
- 爛番茄上《人約離婚後》的資料（英文）
- 香港影庫上《人約離婚後》的資料（繁體中文）
- 互联网电影数据库（IMDb）上《人約離婚後》的资料（英文）